# Jedlersdorf und Spitz
Die Herrschaft Jedlersdorf und Spitz war eine Grundherrschaft im Viertel unter dem Manhartsberg im Erzherzogtum Österreich unter der Enns, dem heutigen Niederösterreich.

## Ausdehnung
Die Herrschaft, die mit mehreren Gülten versehen war und zusätzlich auch Gülte des Stifts Klosterneuburg mitverwaltete, umfasste zuletzt die Ortsobrigkeit über Floridsdorf, Leopoldau, Hagenbrunn, Jedlesee, Kleinengersdorf, Königsbrunn, Langenzersdorf, Strebersdorf, Tuttenhof, Tuttendörfl, Harmannsdorf, Haselbach, Riekersdorf, Oberrohrbach, Unterrohrbach, Jedlersdorf, Spitz und Kagran. Der Sitz der Verwaltung befand sich in Jedlersdorf.

## Geschichte
Der letzte Inhaber der Stiftsherrschaft war das Stift Klosterneuburg, welches nach den Reformen 1848/1849 die Herrschaft auflöste. Dennoch befinden sich noch heute zahlreiche Liegenschaften im Besitz des Stifts.